# Dărăști-Ilfov (gmina)
Dărăști-Ilfov – gmina w południowej części okręgu Ilfov w Rumunii. W skład gminy wchodzi wieś Dărăști-Ilfov. W 2011 roku liczyła 3026 mieszkańców, wszyscy mieszkańcy byli etnicznymi Rumunami.